# Cerro Marcavilca (Lima)
El cerro Marcavilca está ubicado en el distrito de Chorrillos en la provincia de Lima, Perú. Es el punto más alto del conjunto geomorfológico conocido como Morro Solar, del cual forma parte. Se ubica en la parte sur del Morro Solar. Su valor histórico se debe a que fue uno de los escenarios de la batalla de San Juan (13 de enero de 1881), durante la Guerra del Pacífico. El lugar es utilizado para la práctica del ciclismo.
Por su elevación, es utilizado para la instalación de antenas retransmisoras de los canales de televisión y de algunas radios de Lima.